# Love in a Hurry
Love in a Hurry er en amerikansk stumfilm fra 1919 af Dell Henderson.

## Medvirkende
- Carlyle Blackwell som Charles Conant
- Evelyn Greeley som Joan Templar
- Isabel O'Madigan som Dartridge
- George MacQuarrie som George Templar
- William Bechtel som John Murr